# Powell Lake
Powell Lake är en sjö i Kanada.   Den ligger i Powell River Regional District och provinsen British Columbia, i den sydvästra delen av landet, 3 600 km väster om huvudstaden Ottawa. Powell Lake ligger 55 meter över havet. Arean är 122 kvadratkilometer. Den sträcker sig 41,2 kilometer i nord-sydlig riktning, och 17,9 kilometer i öst-västlig riktning.
I omgivningarna runt Powell Lake växer i huvudsak barrskog. Trakten runt Powell Lake är nära nog obefolkad, med mindre än två invånare per kvadratkilometer.